# Солодчук, Валерий Николаевич
Валерий Николаевич Солодчук (род. 24 марта 1971, Астрахань, РСФСР, СССР) — российский военачальник, командующий 36-й общевойсковой армией с января 2020 года, генерал-полковник (2025). Герой Российской Федерации (2025).

## Биография
Родился 24 марта 1971 года в Астрахани.
После учёбы в Ленинградском суворовском военном училище, поступил в Рязанское воздушно-десантное командное училище, которое окончил в 1992 году.
Прошёл службу от командира взвода до начальника штаба полка.
В 2004 году окончил Общевойсковую академию ВС РФ.
В 2012 году окончил Военную академию Генерального штаба ВС РФ.
С 2012 по 2014 год — командир 7-й гвардейской десантно-штурмовой дивизии.
С 2015 по 2017 год — заместитель командующего 5-й армии Восточного военного округа.
С 2017 по 2020 год — начальник штаба 36-й армии ВВО, дислоцированной в Республике Бурятия.
С января 2020 по май 2022 года — командующий 36-й армией.
8 декабря 2021 года присвоено воинское звание генерал-лейтенанта.
В мае 2025 года назначен командующим войсками Центрального военного округа и группировкой войск «Центр», действующей на территории Украины. 
В этом же 2025 году стало известно о том, что мужчине было присвоено звание Героя Российской Федерации.

## Звания и награды
- Герой Российской Федерации (2025)[1].
- Орден «За заслуги перед Отечеством» 3-й степени
- Орден «За заслуги перед Отечеством» 4-й степени с мечами
- Орден Кутузова
- Орден «За военные заслуги»
- Медаль ордена «За заслуги перед Отечеством» II степени
- Медаль «За боевые отличия»
- Медаль «За воинскую доблесть» 1-й степени
- Медаль «За воинскую доблесть» 2-й степени
- Медаль «За укрепление боевого содружества»
- Медаль «За отличие в военной службе» 1-й степени
- Медаль «За отличие в военной службе» 2-й степени
- Медаль «За отличие в военной службе» 3-й степени
- Медаль «Генерал армии Маргелов»
- Медаль «За участие в военном параде в День Победы»
- Медаль Стратегическое командно-штабное учение «Кавказ — 2012»
- Медаль «За возвращение Крыма»
- Медаль Участнику манёвров войск (сил) Восток — 2018
- Медаль За содействие ВВ МВД
- Медаль 75 лет Воздушно-десантным войскам
- Почётный гражданин Улан-Удэ[6]